# Parafia św. Józefa Robotnika w Czarkowie
Parafia św. Józefa Robotnika w Czarkowie – parafia rzymskokatolicka w Czarkowie, w dekanacie pszczyńskim. Została utworzona 23 kwietnia 1978 roku. 

## Historia[2]
Budynek obecnego kościoła został wybudowany w 1928 roku, w miejscu spalonej gospody i jako sala taneczna służył lokalnej społeczności do 1957 roku, kiedy to powstał Komitet Organizacyjny założenia kościoła filialnego przy parafii macierzystej Wszystkich Świętych w Pszczynie. Komitet Organizacyjny zgłosił do Referatu ds. Wyznań w Pszczynie pismem z dnia 17 lutego 1957 roku otwarcie kościoła filialnego w Czarkowie. Kościół nie otrzymał jednak odpowiedzi, co potraktowano zgodnie z prawem administracyjnym za milczącą zgodę. Sala na kościół została uroczyście poświęcona 20 kwietnia 1957 roku przez biskupa Herberta Bednorza, w tym samym dniu odprawiono w niej pierwszą mszę świętą. Kościół został uznany przez władze jako samodzielna jednostka parafialna w dniu 10 marca 1978 roku, a dekretem biskupa ordynariusza katowickiego został wkrótce erygowany jako parafia Czarków-Radostowice pw. św. Józefa Robotnika. W 1985 roku od parafii odłączyły się sąsiednie Radostowice, budując u siebie własny kościół Imienia Maryi. Parafia posiada własny cmentarz, poświęcony 28 października 1991 roku.

## Księża posługujący w parafii
- Ks. Paweł Schmidt OMI (tymczasowo w 1957)
- Ks. Antoni Brzóska (rektor 1957–1963)
- Ks. Włodzimierz Pielesz (rektor 1963–1978, proboszcz 1978–1996, emeryt 1996–1997)
- Ks. Jerzy Loska (rezydent 1966–1967)
- Ks. Jan Adamus (wikariusz-substytut 1971–1972)
- Ks. Emil Chmiel (emeryt 1974–1986)
- Ks. Stanisław Nieszporek (administrator 1996–1997, proboszcz 1997–2008)
- Ks. Krzysztof Grudniok (proboszcz 2008- do dziś)